# Oxyothespis persica
Oxyothespis persica es una especie de mantis de la familia Mantidae.

## Distribución geográfica
Se encuentra en Irán y en Beluchistán.